# Subak
Subak é um sistema de irrigação para campos alagados na ilha de Bali, Indonésia, que foi desenvolvido há mais de mil anos. Para os balineses, a irrigação não se constitui do simples ato de molhar as plantas, mas sim da construção de um complexo ecossistema artificial. Os campos alagados em Bali foram construídos ao redor de templos de água e a localização da água é feita por um pastor.

## Sistema
Subak é um sistema de irrigação tradicional ecologicamente sustentável que liga a região agrária de Bali ao centro da comunidade de Bale Banjar e aos templos balineses. O manejo da água é feito sob a égide de pastores em templos de água sem esquecer a filosofia  Tri Hita Karana que mostra a relação entre os humanos, a terra e os deuses; um antigo método do hinduísmo.

## Ameaça
Desde a década de 1960 que  Bali vem atraindo muitos aventureiros e turistas do mundo todo. Estimativas indicam que cerca de mil hectares de campos alagados foram convertidos em construções turísticas, o que ameaça este antigo sistema de irrigação.

## Museu
Em 1981, o Museu Subak foi aberto com poucos itens.

## UNESCO
A UNESCO inscreveu a "Paisagem Cultural da Província de Bali: o sistema Subak como manifestação da filosofia Tri Hita Karana" como Patrimônio Mundial por "ser um sistema democrático e igualitário de prática de cultivo criado pelos balineses a fim de tornar mais prolífico o cultivo de arroz no arquipélago desafiando a grande densidade populacional da região"